# Amarrendia
Genre
Amarrendia est un genre de champignons de la famille des Amanitaceae. 
Les espèces du genre Amarrendia sont hypogées. À l'heure actuelle, ce genre n'est connu qu'en Australie. Les travaux moléculaires ont exclu plusieurs espèces hypogées attribuées à l'origine au genre Amarrendia et morphologiquement semblables. Elles n'appartiennent plus aux Amanitaceae.
Selon MycoBank (27 octobre 2013), Amarrendia est un synonyme hétérotypique d’Amanita.

## Liste d'espèces
Selon Catalogue of Life (27 octobre 2013) :
- Amarrendia grandispora
- Amarrendia lignicolor
- Amarrendia nemoribus
- Amarrendia oleosa
- Amarrendia peridiocrystalia

Selon Index Fungorum (27 octobre 2013) :
- Amarrendia grandispora (G.W. Beaton, Pegler & T.W.K. Young) Bougher & T. Lebel 2002
- Amarrendia lignicolor (G.W. Beaton, Pegler & T.W.K. Young) Bougher & T. Lebel 2002
- Amarrendia nemoribus Bougher & T. Lebel 2002
- Amarrendia oleosa Bougher & T. Lebel 2002
- Amarrendia peridiocrystalia Bougher & T. Lebel 2002